# Тускания
Тускания (итал. Tuscania) — коммуна в Италии, располагается в регионе Лацио, подчиняется административному центру Витербо.
Население составляет 7857 человек (на 2004 г.), плотность населения составляет 37,1 чел./км². Занимает площадь 208,03 км². Почтовый индекс — 01017. Телефонный код — 0761.
Покровителями коммуны почитаются святые мученики Секундиан, Маркеллиан и Вериан. Праздник ежегодно празднуется 8 августа.